# World of Make Believe
«World of Make Believe» es una canción interpretada por el cantante estadounidense de música country Bill Anderson, publicada el 19 de noviembre de 1973 como el tercer y último sencillo de su álbum Bill.

## Lanzamiento
MCA Records lanzó Bill en julio de 1973, con «World of Make Believe» como la novena canción del álbum, intercalada entre «Gonna Shine It on Again» y «I Can't Mend It». Cuatro meses después, MCA lanzó «World of Make Believe» como el tercer y último sencillo del álbum, con el número de catálogo MCA-40164 y la pista «Gonna Shine It on Again» como lado B. El sencillo se mantuvo en el número uno durante una sola semana, y pasó un total de catorce semanas en la lista country. El sencillo también fue el último número uno de Bill Anderson como solista.

## Lista de canciones
7-inch single – MCA-40164
1. «World of Make Believe» – 2:38
2. «Gonna Shine It on Again» – 3:04

## Posicionamiento

### Gráfica semanal
| Gráfica (1974)                                 | Pico de posición |
| ---------------------------------------------- | ---------------- |
| Canadá (RPM Country Playlist)                  | 1                |
| Estados Unidos (Billboard Hot Country Singles) | 1                |

### Gráfica de fin de año
| Gráfica (1974)                                 | Pico de posición |
| ---------------------------------------------- | ---------------- |
| Estados Unidos (Billboard Hot Country Singles) | 12               |